# Grå narrskål
Grå narrskål (Lachnella alboviolascens) är en svampart som först beskrevs av Alb. & Schwein., och fick sitt nu gällande namn av Elias Fries 1849. Enligt Catalogue of Life ingår Grå narrskål i släktet Lachnella,  och familjen Niaceae, men enligt Dyntaxa är tillhörigheten istället släktet Lachnella,  och familjen Lachnellaceae. Arten är reproducerande i Sverige. Inga underarter finns listade i Catalogue of Life.